# Люнда (Нижегородская область)
Люнда — деревня в составе Егоровского сельсовета в Воскресенском районе Нижегородской области.

## География
Находится у речки Висец в правобережье Ветлуги на расстоянии примерно 23 километра по прямой на юг-юго-восток от районного центра поселка  Воскресенское.

## История
Деревня известна с середины XIX века. Входила в Макарьевский уезд Нижегородской губернии. Последний владелец Н.Я.Стобеус. В 1859 году было 33 двора и 227 жителей. В 1911 году учтено 79 дворов, в 1925 году 397 жителей.

## Население
Постоянное население составляло 115 человек (русские 95%) в 2002 году, 87 в 2010 году .